# The Pod
The Pod — второй студийный альбом американской рок-группы Ween. Он был выпущен 20 сентября 1991 года лейблом Shimmy-Disc.

## История
Альбом был записан с января по октябрь 1990 года в студии Pod на Ван-Сант-роуд в Солебери-Тауншип, Пенсильвания. Запись была завершена за месяц до выпуска дебютного альбома debut 16 ноября. Альбом был создан на основе двух кассет под названием «Bilboa tape» и «Big Timmy Wasserman tape». Обе кассеты содержат не только демо-версии песен из альбома, но и много неиспользованных фрагментов, которые не вошли ни в один альбом, а также треки, использованные в будущих альбомах.[источник не указан] Все песни имеют нечёткое звучание, поскольку были записаны на четырёхдорожечном кассетном магнитофоне Tascam, а многие вокальные партии были обработанны странным образом.

## Композиция
Альбом содержит странные тексты песен, что часто объясняется тем, что Дин и Джин во время записи альбома заболели мононуклеозом, а также их предполагаемой пристрастием к вдыханию Scotchgard. Однако, когда их поклонники начали вдыхать Scotchgard, Джин Уин и Дин Уин сами опровергли это, назвав это «самым отвратительным, что мы могли придумать».
Робин Хичкок считается «музыкальным вдохновителем» трека «Alone», в котором заимствованы элементы из его песни «Bones in the Ground».

## Отзывы
| Оценки критиков                            | Оценки критиков |
| Источник                                   | Оценка          |
| ------------------------------------------ | --------------- |
| AllMusic                                   | [ 8 ]           |
| Robert Christgau                           | [ 9 ]           |
| The Encyclopedia of Popular Music          | [ 10 ]          |
| MusicHound Rock: The Essential Album Guide | [ 11 ]          |
| The Rolling Stone Album Guide              | [ 1 ]           |
| Spin Alternative Record Guide              | 5/10            |

Альбом получил в целом смешанные отзывы от современных музыкальных критиков.
В 1993 году альбом был назван одним из 20 лучших альбомов 1992 года по версии Spin. Trouser Press написал: «Менее зажигательный и вдохновенный, чем первый альбом (возможно, виной тому пять банок Scotchguard, которые, по утверждению группы, они вдыхали), The Pod шатается, воет, шумит и бренчит в неаккуратных композициях, которым в основном не хватает одного удара, чтобы достичь высоты». В рецензии на альбом 1999 года The Stranger назвал его «превосходным» и написал, что «когда-нибудь студенты, изучающие классическую музыку, будут писать диссертации о The Pod». Kerrang! написал, что «электрифицированное производство таких треков, как „Dr. Rock“ и „Sketches of Winkle“, совершенно безумное, в то время как лай и бесцельный темп „The Stallion“ (обе части, на самом деле) напоминают потные бредни самого ядовитого из пьяниц».
В интервью журналу Spin в сентябре 1992 года вокалист рок-группы Faith No More Майк Паттон назвал его одним из своих любимых альбомов, и примерно в это же время его группа также исполнила на концертах кавер-версии трека «The Goin' Gets Tough From the Getgo». Позже ирландский композитор Aphex Twin назвал его одним из своих 10 любимых альбомов всех времён (что сделало его одним из двух альбомов Ween в списке, другим был Pure Guava).

## Список композиций
Слова и музыка всех песен — Ween.
| №                   | Название                                       | Длительность |
| ------------------- | ---------------------------------------------- | ------------ |
| 1.                  | «Strap on That Jammy Pac»                      | 3:03         |
| 2.                  | «Dr. Rock»                                     | 3:11         |
| 3.                  | «Frank»                                        | 3:46         |
| 4.                  | «Sorry Charlie»                                | 3:51         |
| 5.                  | «The Stallion (Pt. 1)»                         | 2:51         |
| 6.                  | «Pollo Asado»                                  | 2:45         |
| 7.                  | «Right to the Ways and the Rules of the World» | 5:05         |
| 8.                  | «Captain Fantasy»                              | 3:19         |
| 9.                  | «Demon Sweat»                                  | 4:11         |
| 10.                 | «Molly»                                        | 4:49         |
| 11.                 | «Can U Taste the Waste?»                       | 1:39         |
| 12.                 | «Don't Sweat It»                               | 4:02         |
| 13.                 | «Awesome Sound»                                | 2:22         |
| 14.                 | «Laura»                                        | 4:37         |
| 15.                 | «Boing»                                        | 1:33         |
| 16.                 | «Mononucleosis»                                | 3:01         |
| 17.                 | «Oh My Dear (Falling in Love)»                 | 1:57         |
| 18.                 | «Sketches of Winkle»                           | 2:44         |
| 19.                 | «Alone»                                        | 3:12         |
| 20.                 | «Moving Away»                                  | 3:06         |
| 21.                 | «She Fucks Me»                                 | 3:59         |
| 22.                 | «Pork Roll Egg and Cheese»                     | 3:02         |
| 23.                 | «The Stallion (Pt. 2)»                         | 4:35         |
| Общая длительность: | Общая длительность:                            | 1:16:40      |